# ژوخوو (استان اشوی‌داشکسیه)
ژوخوو (به لهستانی: Rzuchów) یک منطقهٔ مسکونی در لهستان است که در گمینا سادوویه واقع شده‌است. ژوخوو ۳۱۰ نفر جمعیت دارد.